# Acvariul „Pr. Ion Borcea” din Constanța
Acvariul „Profesor Ion Borcea” din Constanța este o clădire emblematică aflată în centrul istoric al orașului al municipiului Constanța, aflată pe faleza de sub bulevardul Regina Elisabeta, în peninsulă, vizavi de Cazinou. Acvariul fost construit în 1955-58 după planurile arhitectului A. Bernovschi, acvariile și spațiul tehnic fiind repartizate în jurul unui bazin central mai mare. A fost inaugurat în data de 1 mai 1958 ca al doilea acvariu public din România (primul funcționând în subsolul Muzeului „Grigore Antipa” din București în anii 1930-40). 

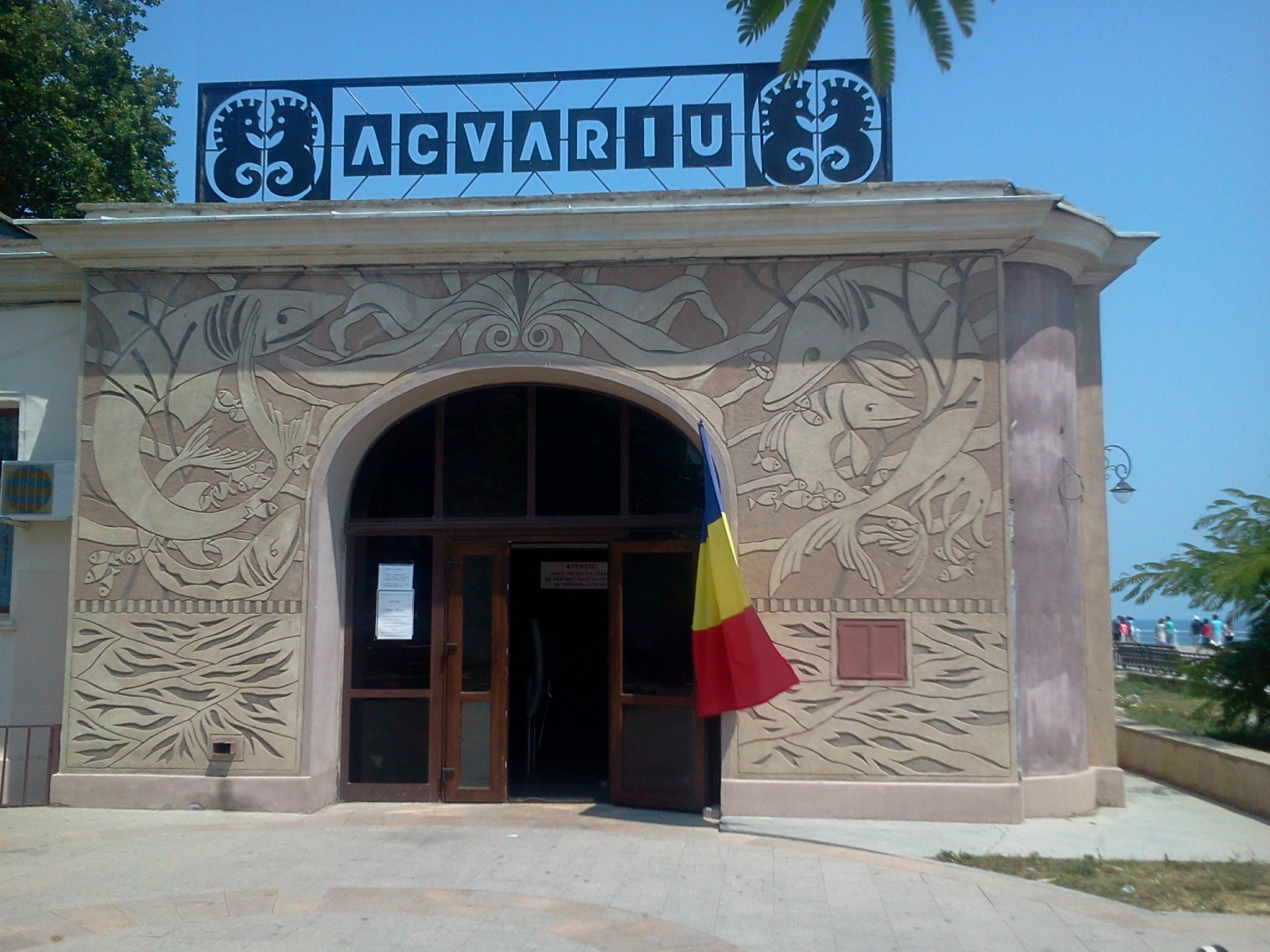
Intrarea Acvariului

## Istoric
Ideea înființării unui acvariu la Constanța le-a aparținut savantului Ion Borcea și amiralului Ioan Bălănescu, propunere pe care acesta a exprimat-o în cadrul Ligii Navale Române în 1938. Imediat după război au existat proiecte de a îl amplasa în edificiul fostului Cazinou, cu un mare bazin central și cu laboratoare de oceanologie, ihtiologie și hidrobiologie, dar din motive tehnologice și din lipsă de fonduri nu s-au concretizat.

## Muzeologie
Adăpostește o mare varietate de pești de apă dulce și sărată, precum și nevertebrate din Marea Neagră și migratori mediteraneeni. Cuprinde în total circa 2000 de pești din 60 specii. Repartizarea diferitelor specii în bazine, respectă, pe cât posibil, criteriul taxonomic, dar există și proiecte de a le repartiza după mediile în care trăiesc, încă nerealizabile tot din motive tehnologice și financiare. Bazinul principal adăpostește și cea mai mare colecție de sturioni, renumită atât pentru importanța ei științifică cât și pentru longevitatea exemplarelor în captivitate, care ajunge la 18-20 ani.
De interes deosebit sunt și speciile ne-economice, dar ecologic utile, și mai puțin cunoscute ca pisica și vulpea de mare, scorpia și dragonul de mare, căluțul și acul de mare (respectiv hipocampul și signatul), zărganul (respectiv orfia), guvizii, steluțele de mare, crabii, garizii (respectiv creveții) etc.
Spațiul destinat prezentării expoziției permanente de faună și floră acvatică are 57 de bazine.
Acvariul are următoarele secții: 
- Secția marină,
- Secția dulcicoli indigeni,
- Secția specii exotice.